# Byali
Pour les articles homonymes, voir Berba.
Le byali ou biali, aussi appelé berba, est une langue oti-volta de la branche gour des langues nigéro-congolaises parlée au Bénin (surtout au nord dans le département de l'Atacora), au Burkina Faso et au Togo.

## Écriture
L’orthographe byali est défini dans l’Alphabet des langues nationales du Bénin. 
| majuscules | A | B | C | D | E | Ə | F | G | H | I | K | L | M | N | O | P | R | S | T | U | W | Y |
| minuscules | a | b | c | d | e | ə | f | g | h | i | k | l | m | n | o | p | r | s | t | u | w | y |

L’accent aigu sur la voyelle ‹ á é ə́ í ó ú › est utilisé pour indiquer le ton haut lorsqu’il y a ambigüité. Par exemple : pwiim, « l’épine », et pwíím, « la fleur ».